# Tenstrike, Minnesota
Tenstrike là một thành phố thuộc quận Beltrami, tiểu bang Minnesota, Hoa Kỳ. Năm 2010, dân số của thành phố này là 201 người.

## Dân số
- Dân số năm 2000: 195 người.
- Dân số năm 2010: 201 người.